# Flekkerøya
Flekkerøya ist eine Insel im Skagerrak, südlich von Kristiansand, Norwegen. Sie ist, mit den sie umgebenden kleinen Inseln und Holmen, verwaltungstechnisch identisch mit dem Stadtbezirk Flekkerøy der Stadt Kristiansand, und hat mehr als 3500 Einwohner.

## Geographie
Die Insel ist mit 6,6 km² Fläche die größte auf dem Stadtgebiet von Kristiansand. Sie liegt im äußersten Südwesten der Gemeinde und schließt die Vågsbygd nach Südwesten ab. Im Süden, Osten und Westen schneiden vier Fjorde tief in die Insel ein. Im Osten sind ihr eine Vielzahl kleiner Inseln und Schären vorgelagert.
Die Insel ist seit 1989 durch den 2321 Meter langen Flekkerøytunnel unter dem Sund Vestergap mit dem Festland verbunden. Die eng bebauten Wohngebiete liegen im Norden und der Mitte der Insel und sind durch Straßen gut erschlossen. Die Insel ist im Sommer ein äußerst beliebter Ferienort.

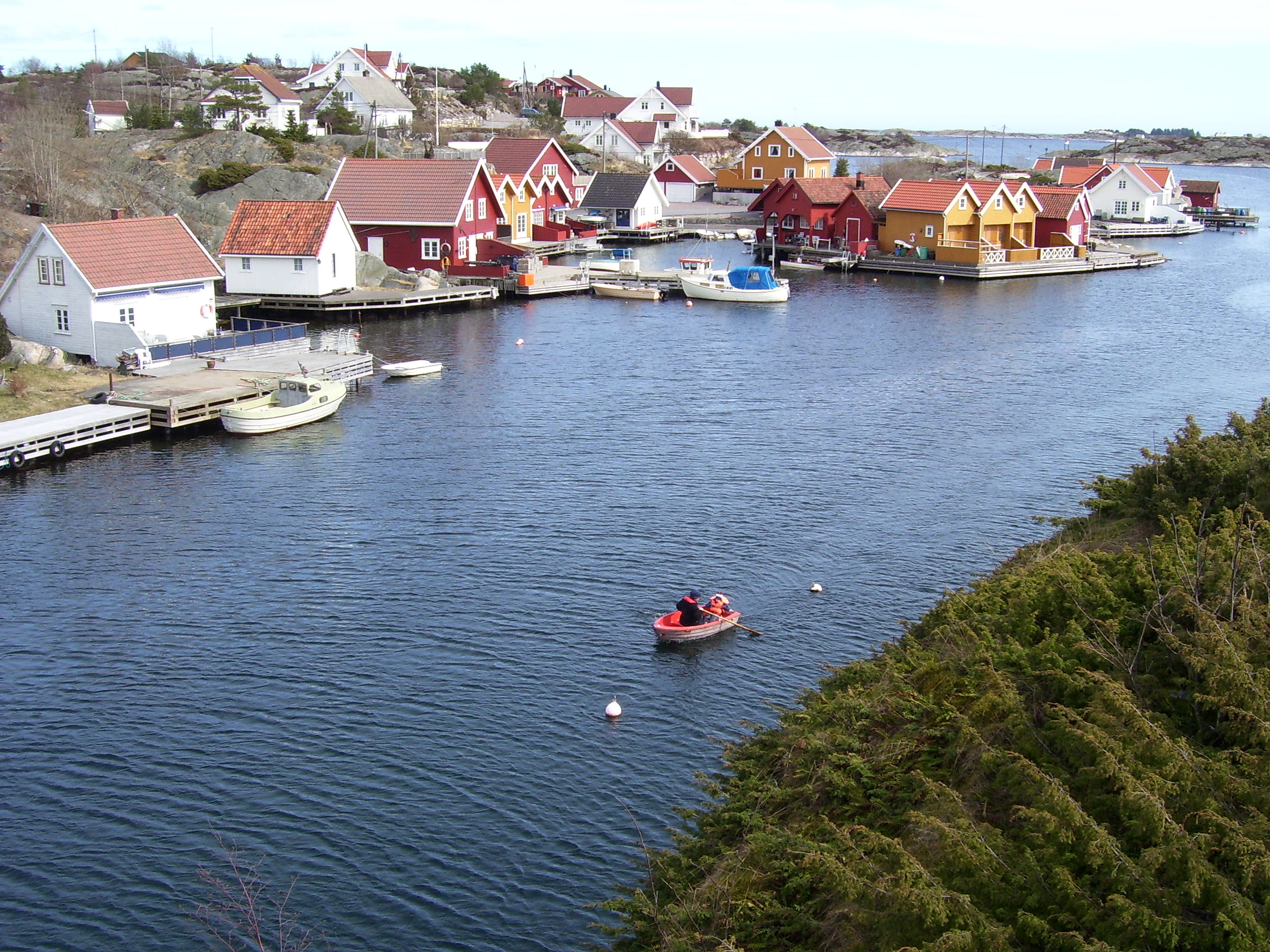
Ferienhäuser auf Flekkerøya
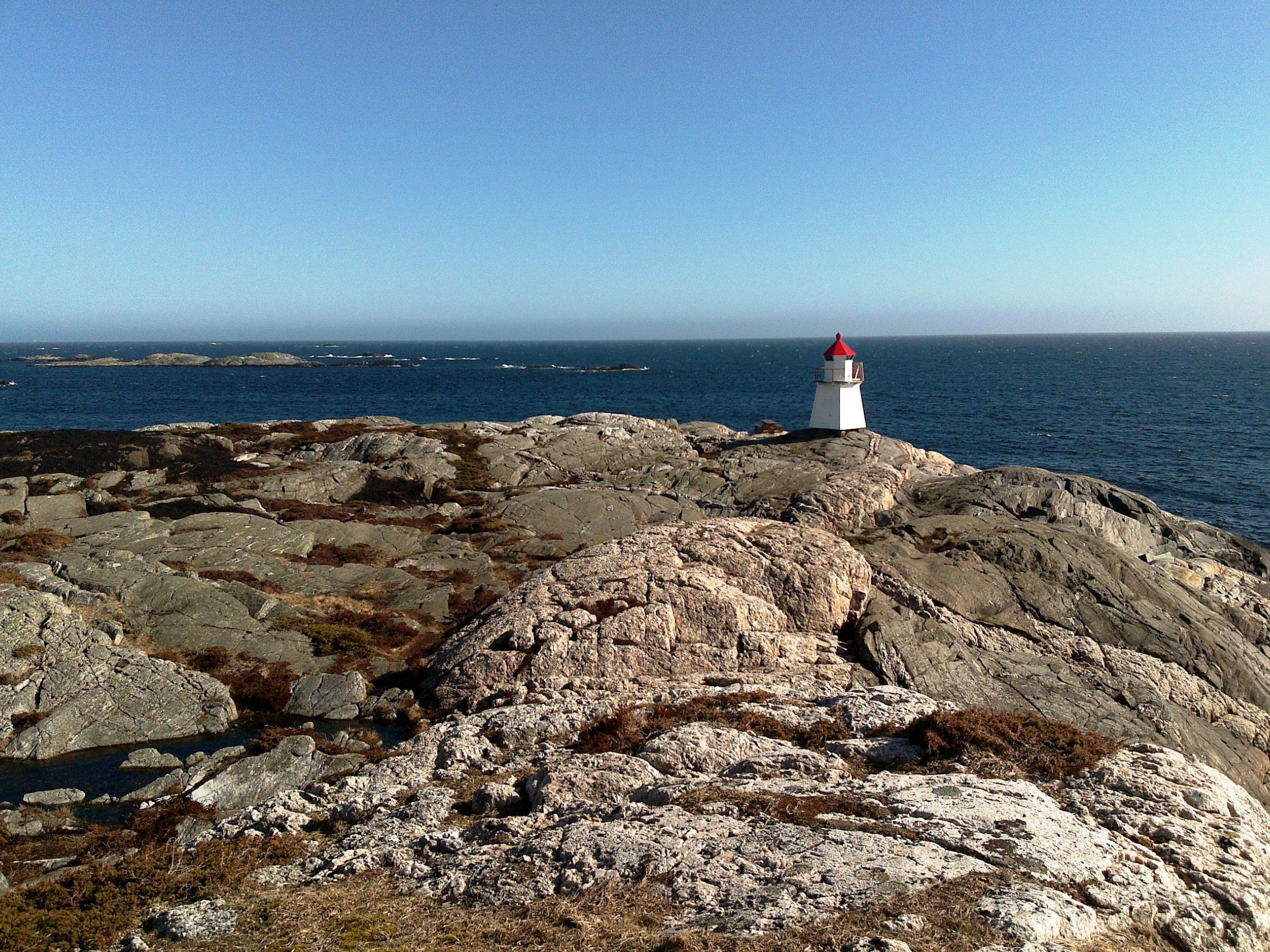
Ansteins Leuchtturm im Südwesten von Flekkerøya
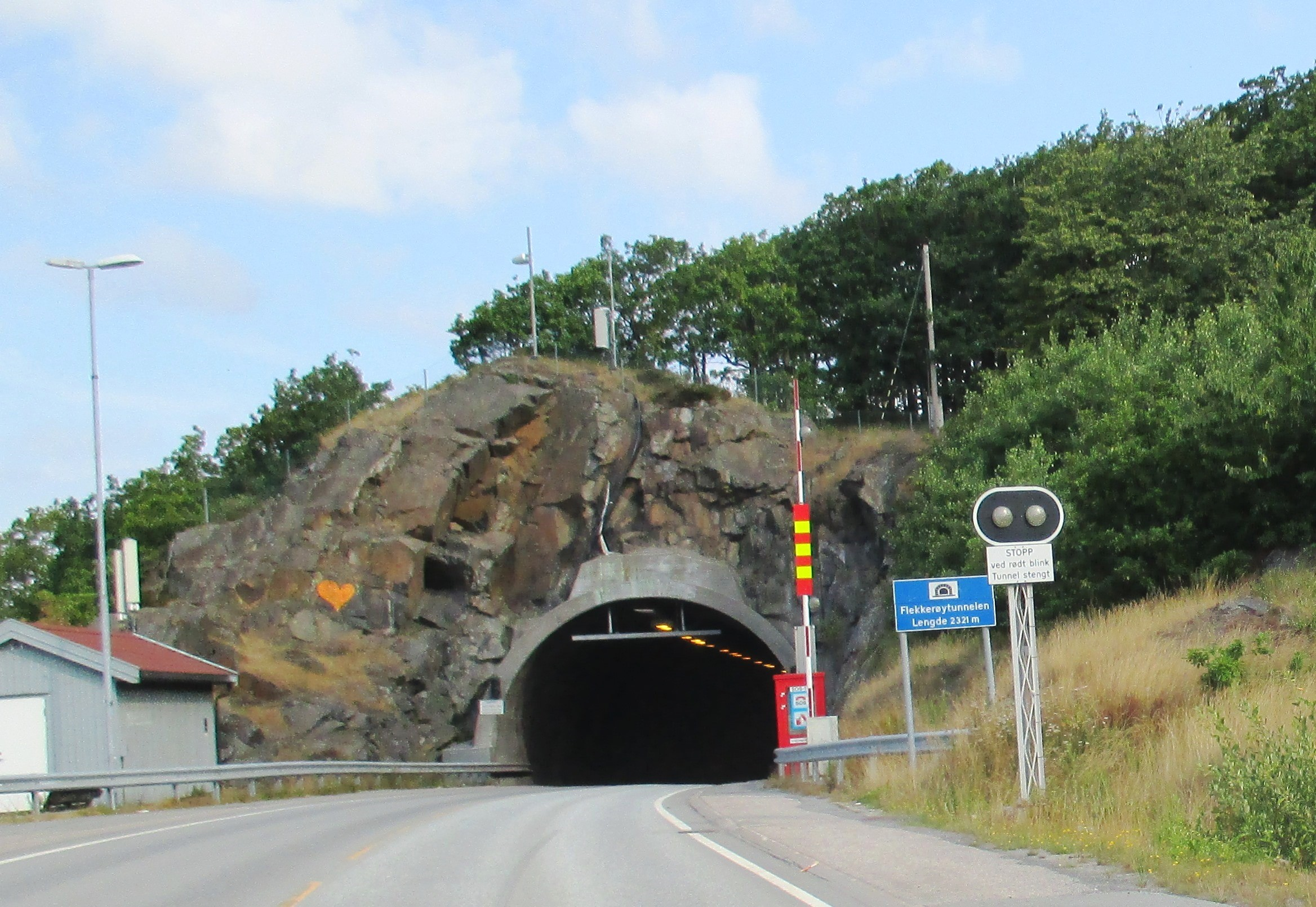
Einfahrt zum Flekkerøytunnel auf Flekkerøya

## Geschichte
Die Insel war bereits im 15. Jahrhundert ein wichtiger Hafen am Skagerrak und wurde ab 1555 durch verschiedene Befestigungen geschützt, zunächst das 1555 errichtete Fort Flekkerhus auf der heute Gammeløya genannten kleinen Insel im Vestergap, das 1561 zerstört wurde, dann das ab 1635 an gleicher Stelle erbaute Fort Christiansø und schließlich ab 1662 das Fort Fredriksholm einen Kilometer weiter nördlich, das 1807, schon lange nicht mehr genutzt, von einem britischen Geschwader durch Sprengung teilzerstört wurde.
Im Zweiten Weltkrieg richtete die deutsche Wehrmacht im Norden von Flekkerøya eine Küstenbatterie, die Geschützstellung MKB 3./502 Flekkeröy, Batterie Lakseviga, ein, um die Zufahrt nach Kristiansand zu schützen.